# Bunny e le uova pasquali
Bunny e le uova pasquali (The Bugs Bunny Easter Special) è uno speciale televisivo d'animazione dei Looney Tunes, diretto da Friz Freleng e trasmesso sulla CBS il 6 aprile 1977. Lo speciale, incentrato sulla Pasqua, è composto da spezzoni di dieci cortometraggi Looney Tunes e Merrie Melodies (la metà dei quali presentati quasi integralmente) uniti da sequenze di raccordo dirette da Robert McKimson e Gerry Chiniquy per la DePatie-Freleng Enterprises. È stato distribuito in inglese anche col titolo Bugs Bunny's Easter Funnies (utilizzato per tutte le edizioni home video), mentre in italiano anche come Bugs Bunny: Cercasi coniglietto pasquale, Bugs Bunny: Cercasi coniglio pasquale e Coniglio pasquale cercasi.

## Trama
Il coniglietto pasquale è malato, la Nonna ha bisogno di sostituirlo e suggerisce Bugs Bunny. Quando raggiunge il lotto della Warner Bros., scopre con sua delusione che Bugs è coinvolto nelle riprese di Riccardo Cuor di... Melone, ma il coniglio si propone di trovare una soluzione al termine delle riprese. Nel frattempo Daffy Duck, ascoltando parzialmente la conversazione, offre con entusiasmo alla Nonna i suoi servizi, ma si veste sempre con l'abito pasquale sbagliato (come un uovo di Pasqua o un cestino pasquale). Ancora impegnato dopo aver girato altri due cortometraggi, Bugs decide di suggerire altre star Looney Tunes, anch'esse incapaci o inadatte.
Alla fine, Bugs si offre di fare da sostituto del coniglio se il lavoro potrà essere ritardato fino a una settimana dopo Pasqua; la Nonna lo considera inaccettabile, ma in quel momento arriva il coniglietto pasquale che, a quanto pare, sta bene, e quindi i servizi di Bugs non sono più necessari. Alla fine, il presunto coniglietto pasquale si rivela essere Daffy in un costume (finalmente quello giusto), cosa che non sorprende né delude Bugs o la Nonna poiché ne erano al corrente.

## Cortometraggi utilizzati
I cortometraggi utilizzati per produrre lo speciale sono, nell'ordine:
- Riccardo Cuor di... Melone (1958)
- Quadriglia campestre (1950)
- Nella plaza de coniglios (1953)
- Titì al circo (1955)
- Silvestro il moralista (1957)
- Per motivi sentimentali (1949)
- Il coniglio di Siviglia (1950)
- Foghorn cerca moglie (1954)
- Le sventure di Robin Hood (1958)
- Deserto ma non troppo (1955)

## Personaggi e doppiatori
| Personaggio          | Doppiatore originale | Doppiatore italiano |
| -------------------- | -------------------- | ------------------- |
| Bugs Bunny           | Mel Blanc            | Willy Moser         |
| Daffy Duck           | Mel Blanc            | Claudio Trionfi     |
| Gatto Silvestro      | Mel Blanc            | Franco Latini       |
| Porky Pig            | Mel Blanc            | Franco Latini       |
| Titti                | Mel Blanc            | Roberta Paladini    |
| Pepé Le Pew          | Mel Blanc            | Massimo Dapporto    |
| Foghorn Leghorn      | Mel Blanc            | Gino Pagnani        |
| Yosemite Sam         | Mel Blanc            | Silvio Anselmo      |
| Coniglietto pasquale | Mel Blanc            | Roberto Del Giudice |
| Regista              | Mel Blanc            | Sandro Dori         |
| Re Artù              | Mel Blanc            | Sergio Gibello      |
| Profumiere           | Mel Blanc            | Sergio Gibello      |
| Clarence             | Mel Blanc            | Vittorio Battarra   |
| Nonna                | June Foray           | Micaela Giustiniani |

## Edizione italiana
L'edizione italiana dello speciale fu trasmessa sull'emittente svizzera TSI il 6 aprile 1980 (giorno di Pasqua). Il doppiaggio fu eseguito dalla Mops Film e diretto da Willy Moser. L'adattamento dei dialoghi presenta numerosi errori e imprecisioni, oltre ad alcune battute del tutto inventate. Inoltre Pepé Le Pew viene chiamato Pepe la Puzzola e Yosemite Sam viene chiamato Sam Simpatia, mentre Foghorn Leghorn è caratterizzato con un accento russo e Porky Pig senza balbuzie. Le canzoni furono perlopiù mantenute in inglese, tranne "Mister Easter Rabbit" che fu rimossa (venendo parzialmente sostituita da un canticchio generico).

## Edizioni home video
Lo speciale fu distribuito in VHS in America del Nord nel 1992 e in Italia nell'aprile 1995 (col titolo Bugs Bunny: Cercasi coniglio pasquale). Fu poi distribuito in DVD-Video in America del Nord il 16 febbraio 2010; il DVD, distribuito in Italia il 23 marzo col titolo Bugs Bunny: Cercasi coniglietto pasquale in coppia con Bugs Bunny e il giorno di san Valentino, include come extra un puzzle interattivo e il cortometraggio Racconti fantastici (in inglese sottotitolato e senza i titoli di testa e di coda).